# Ischyropsalis ruffoi
Ischyropsalis ruffoi is een hooiwagen uit de familie Ischyropsalididae.